# تقليد المسيح

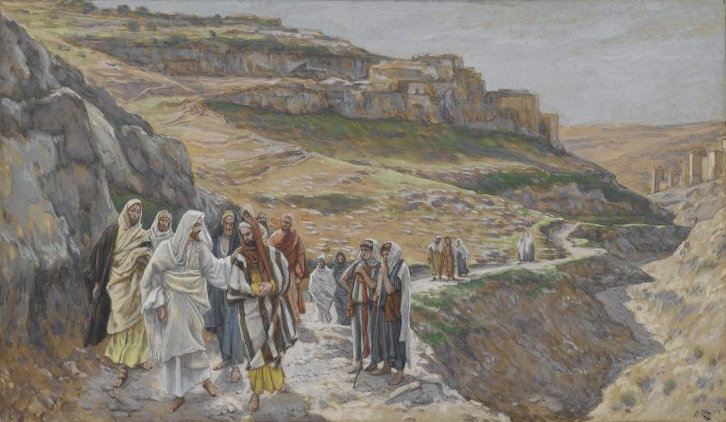
يسوع يتحدث مع تلاميذه، جيمس تيسو، ج. 1890

في اللاهوت المسيحي، إن الاقتداء بالمسيح هو ممارسة لاتباع مثال يسوع. في المسيحية الشرقية، يستخدم مصطلح الحياة في المسيح أحيانًا لنفس المفهوم.
كان المثل الأعلى لتقليد المسيح عنصرًا مهمًا في الأخلاق والروحانية المسيحية. تم العثور على مراجع لهذا المفهوم وممارسته في الوثائق المسيحية الأولى، على سبيل المثال، رسائل بولس.
اعتبر القديس أوغسطينوس أن الاقتداء بالمسيح هو الهدف الأساسي للحياة المسيحية وعلاج لتقليد خطايا آدم. آمن القديس فرنسيس الأسيزي بالتقليد الجسدي والروحي للمسيح، ودافع عن طريق الفقر والوعظ مثل يسوع الذي كان فقيراً عند الولادة في المذود ومات عارياً على الصليب. من ناحية أخرى، قدم توما الكمبيسي طريقًا لتقليد المسيح بناءً على التركيز على الحياة الداخلية والانسحاب من العالم.
كان موضوع تقليد المسيح موجودًا في جميع مراحل اللاهوت البيزنطي، وفي كتاب القرن الرابع عشر الحياة في المسيح، اعتبر نيكولاس كاباسيلاس أن «عيش المرء حياته الشخصية» في المسيح هو الفضيلة المسيحية الأساسية.